# Anastasiya Huchok
Anastasiya Huchok –en bielorruso, Анастасия Гучок– (17 de enero de 1992) es una deportista bielorrusa que compite en lucha libre. Ganó una medalla de bronce en el Campeonato Mundial de Lucha de 2014 y una medalla de oro en el Campeonato Europeo de Lucha de 2013.

## Palmarés internacional
| Campeonato Mundial | Campeonato Mundial   | Campeonato Mundial | Campeonato Mundial |
| Año                | Lugar                | Medalla            | Categoría          |
| ------------------ | -------------------- | ------------------ | ------------------ |
| 2014               | Taskent (Uzbekistán) | Medalla de bronce  | 58 kg              |
| Campeonato Europeo |                      |                    |                    |
| Año                | Lugar                | Medalla            | Categoría          |
| 2013               | Tiflis (Georgia)     | Medalla de oro     | 59 kg              |